# Boso II. (Provence)
Boso II. (* um 928; † 965/67) war ab 935 Graf von Avignon und ab 949 Graf von Arles.

## Leben
Nach dem Tod von Hugo von Arles 948 ordnete Konrad III., König von Burgund, die Macht im Süden des Königreichs neu, um seine Stellung und die seiner Nachfolger zu sichern. Er teilte die Provence in drei Grafschaften auf und beschränkte damit die Autorität und die Ressourcen der neuen Grafen.
Boso und sein Bruder Wilhelm, burgundischer Herkunft, übernahmen die Grafschaften Arles und Avignon. Der dritte Graf, Gripho von Apt, wurde bald aus dem Weg geräumt, sodass die Brüder die wahren Herren des Landes wurden.
Um 953 heiratete Boso II. Konstanze von Provence, eine Tochter des Buviniden Karl Konstantin, Graf von Vienne, von der er zwei Söhne bekam:
- Rotbald II. (Roubaud), † wohl 1008
- Wilhelm I. (Guillaume le Libérateur) (* um 952; † 994), Graf von Arles und Provence, dann Markgraf von Provence.

## Herkunft
Zur Herkunft Bosos gibt es eine Reihe von Hypothesen:
1. Boso II. war der Sohn von Rotbold (Roubaud) von Agel, einem Adligen aus dem Mâconnais, den Ludwig der Blinde 903 zum Grafen der Provence gemacht hatte. Dessen Vorfahren sind unbekannt; es wird jedoch angenommen, dass er der Schwiegersohn von Wilhelm dem Frommen, Herzog von Aquitanien und Ermengarde, einer Tochter von Boso von Vienne war.
2. Boson II. war der Enkel von Boso, dem späteren Markgraf von Tuscien, und Sohn von Rotbold dem Alten oder Rotbold von Spoleto, Sohn Boso von Tusciens aus einer früheren Beziehung. Diese Beziehung (oder Ehe) vor der Ehe mit Willa von Burgund konnte bislang nicht identifiziert werden. Dieser Rotbold heiratete Ermengarde von Aquitanien und wurde auf Befehl seines Onkels Hugo I. von Italien zugleich mit seinem Vater ermordet.
3. Boso II. und Boso von Tuscien (Boso I.) sind identisch. Paul-Albert Février schreibt: „949, nach dem Tod Hugos, trat ein neuer Graf von Arles auf, Boso, zu dessen Identität die Historiker stark gezögert haben. Er wurde schließlich als erster Ehemann von Bertha, der Nichte Hugos, identifiziert, die er verstieß, um sein Schicksal von dem des Markgrafen zu trenen, als ihn das Glück verließ. Er heiratete dann Konstanze, die ansonsten unbekannt ist. Mit ihr hatte er zwei Söhne, Rotbald und Wilhelm Boso, die […] ungeteilt die gräfliche Autorität ausübten, immer gemeinsam, als Repräsentanten Konrads. Was Bertha betrifft, sie heiratete danach den Grafen von Rodez und beschloss ihre Tage in Aquitanien.“[1] Diese Hypothese bedeutet, dass Boso 73 Jahre alt wurde und bereits fast 60 war, als er seine Söhne bekam.